# Halina Węgrzynowska
Halina Węgrzynowska (ur. 1948) – polska urzędniczka, samorządowiec, wójt gminy Pawłosiów w latach 2002–2010.

## Życiorys
Uzyskała wykształcenie średnie ekonomiczne. Całe życie zawodowe była związana z administracją publiczną (sekretarz UG w Rokietnicy, później w Pawłosiowie). W wyborach samorządowych w 2002 została wybrana na wójta gminy Pawłosiów, zdobywając 62,55% głosów w drugiej turze. W wyborach w 2006 została wybrana ponownie, uzyskując w drugiej turze 62,96% głosów. Za jej kadencji gmina została wyróżniona przez Fundację Rozwoju Demokracji Lokalnej w Warszawie w 2004 jako najlepsza gmina wiejska w Polsce. W 2005 roku gmina uplasowała się na II miejscu w Polsce w rankingu dziennika Rzeczpospolita. W latach 2005 i 2006 odbierała dla gminy certyfikaty "Gminy Fair Play" - Certyfikowana Lokalizacja Inwestycji. Osobiście odznaczona Nagrodą im Grzegorza Palki w 2005 roku. Nominowana przez podkarpackie media do nagrody Menadżer Roku na Podkarpaciu w 2006 roku. W 2010 nie odnowiła mandatu, otrzymując w drugiej turze głosowania wynik 45,77%.